# Alliphis siculus
Alliphis siculus är en spindeldjursart som först beskrevs av Oudemans 1905.  Alliphis siculus ingår i släktet Alliphis och familjen Eviphididae. Inga underarter finns listade i Catalogue of Life.